# 竹村
竹村（日语：／ Take Mura）是东京都千代田区一家创建于1930年（昭和5年）的日式糕点店。该店是东京都选定历史的建造物，并以在多个动漫及影劇作品中出场而闻名。该店特色是日式炸馒头（揚げ饅頭）。

## 登场作品

### 电视剧
- 她的秘密花园
- 前男友
- 假面骑士響鬼 - 作為猛士關東分部的基地『甜食店 立花』使用。

### 動漫
- LoveLive! - 作為主角高坂穗乃果家開的甜食店『穗村（穂むら）』的範本。